# Pleurothallis tectosa
Pleurothallis tectosa är en orkidéart som beskrevs av Carlyle August Luer och Alexander Charles Hirtz. Pleurothallis tectosa ingår i släktet Pleurothallis och familjen orkidéer. Inga underarter finns listade i Catalogue of Life.